# ثوم أذيني
ثوم أذيني (الاسم العلمي: Allium auriculatum) هو نوع من النباتات يتبع جنس الثوم من الفصيلة النرجسية.